# Station Eeklo
Station Eeklo is een spoorwegstation langs spoorlijn 58 (Gent - Eeklo) in de stad Eeklo.
Het oorspronkelijke station deed denken aan het huidige station van Ronse, maar moest in de jaren 80 worden afgebroken om de naastliggende N9 te verbreden. Hierbij werd een moderne, kubistische constructie van de hand van Jacques Devincke opgetrokken waarover de meningen verdeeld zijn.

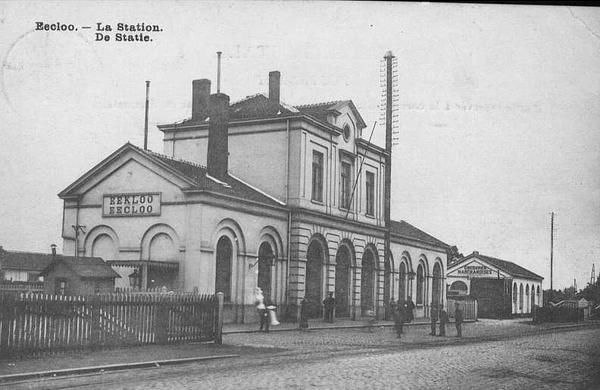
Prentkaart met het oude stationsgebouw

Ooit telde het station een grote bundel, een locomotiefloods, een goederenloods en een draaischijf. Met de vereenvoudiging van de installaties begin de jaren ’90, werd ook de bundel uitgebroken waardoor de laatste herinnering aan drukke tijden verloren ging.
Het station telt 3 perronsporen en een (buiten dienst gesteld) doodlopend spoor. Voor reguliere treinen is het station een terminus. 
Spoor 1 en 2 zijn kopsporen en worden gebruikt door de NMBS.
Spoorlijn 58 liep tot 1959 door via Maldegem naar Brugge. De sectie Maldegem - Eeklo wordt nog steeds uitgebaat als museumspoorlijn door het Stoomcentrum Maldegem, tijdens het seizoen van mei tot september. Sinds 2019 rijdt een deel van de museumtreinen tot in het station Eeklo, op spoor 3.
Sinds 1 maart 2024 zijn de loketten van dit station enkel in de week geopend tussen 7.15 en 10.30 uur.

## Galerij

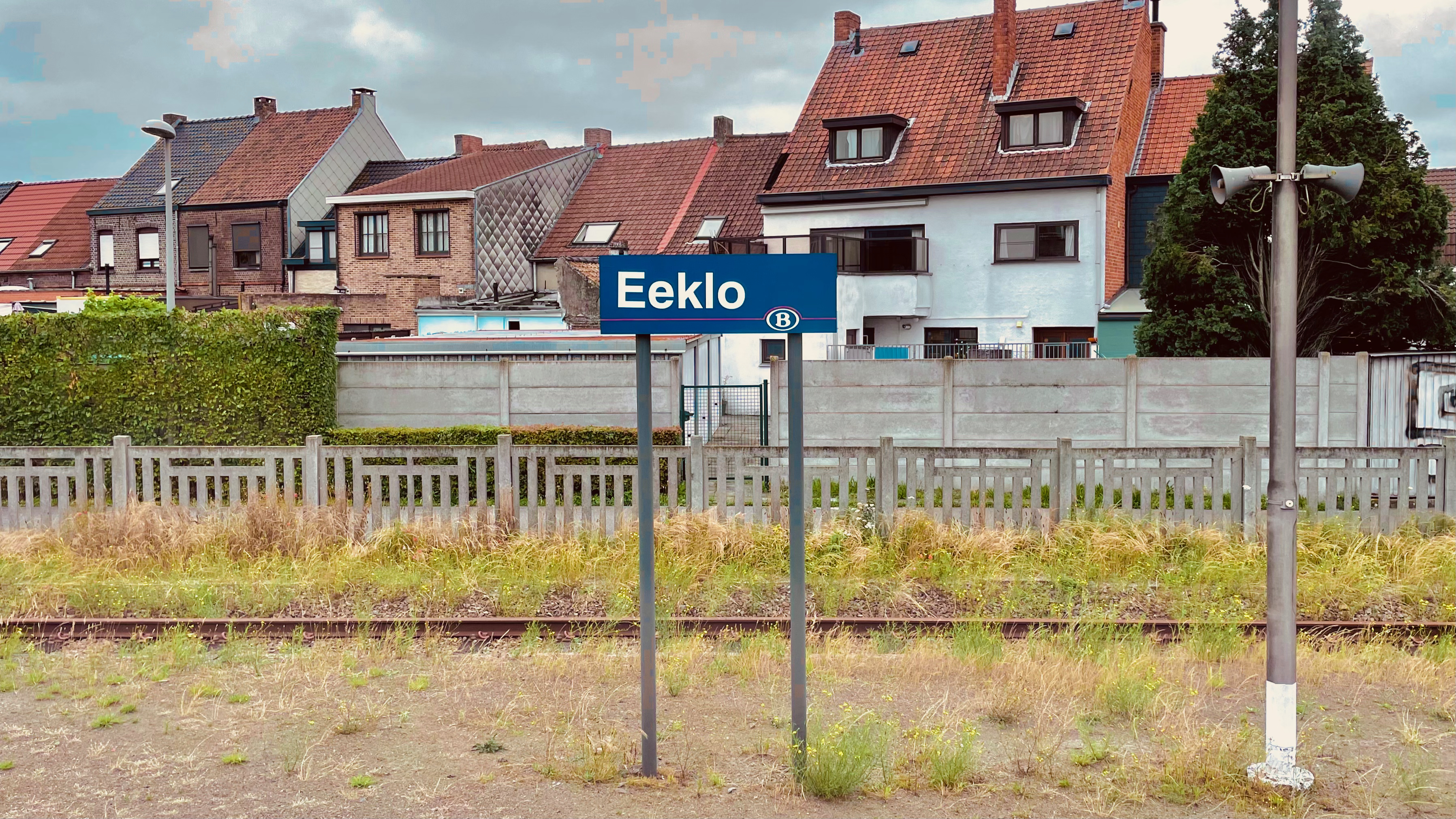
Plaatsnaambord (2021)
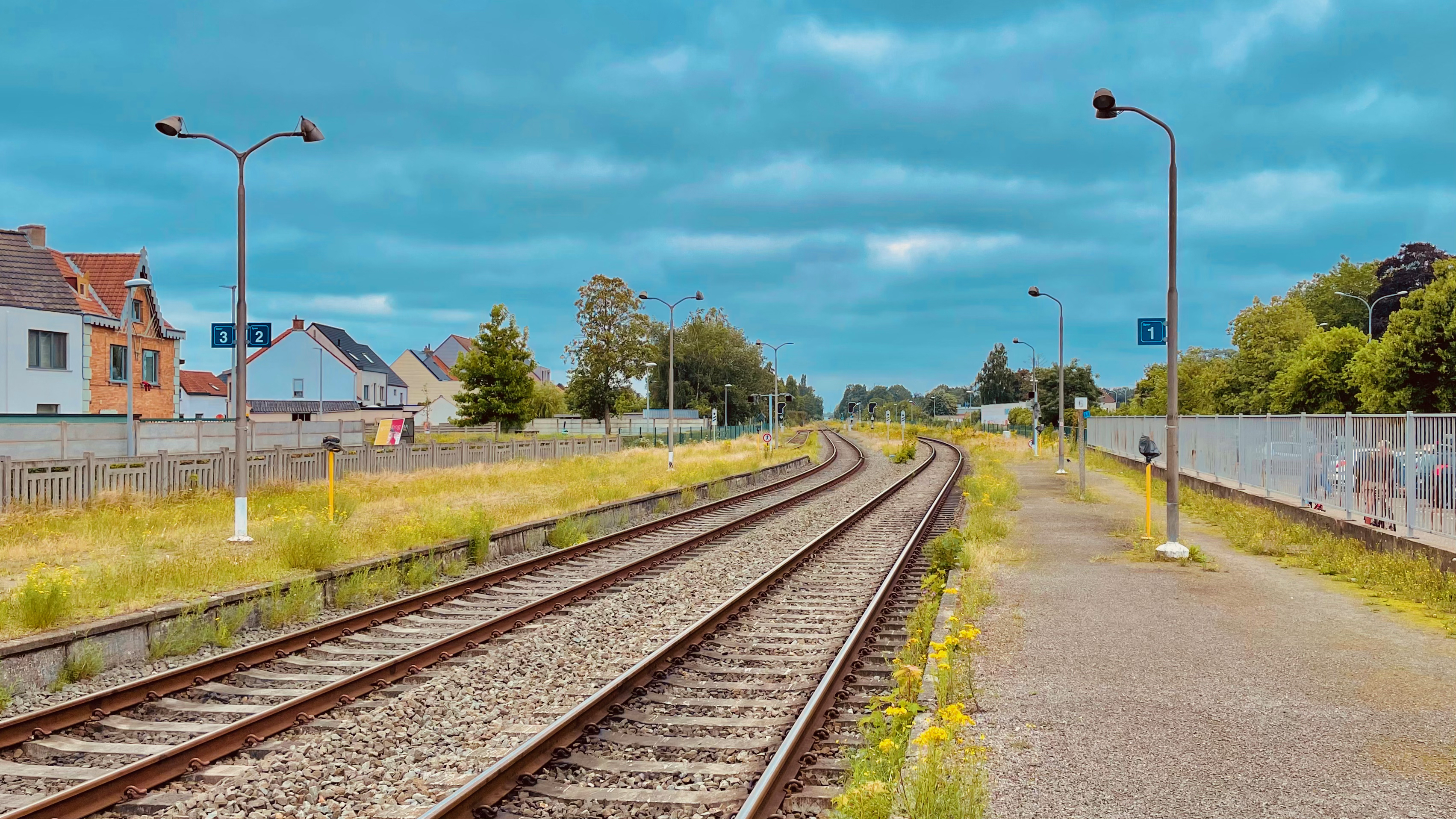
Zicht op de sporen en perrons (2021)
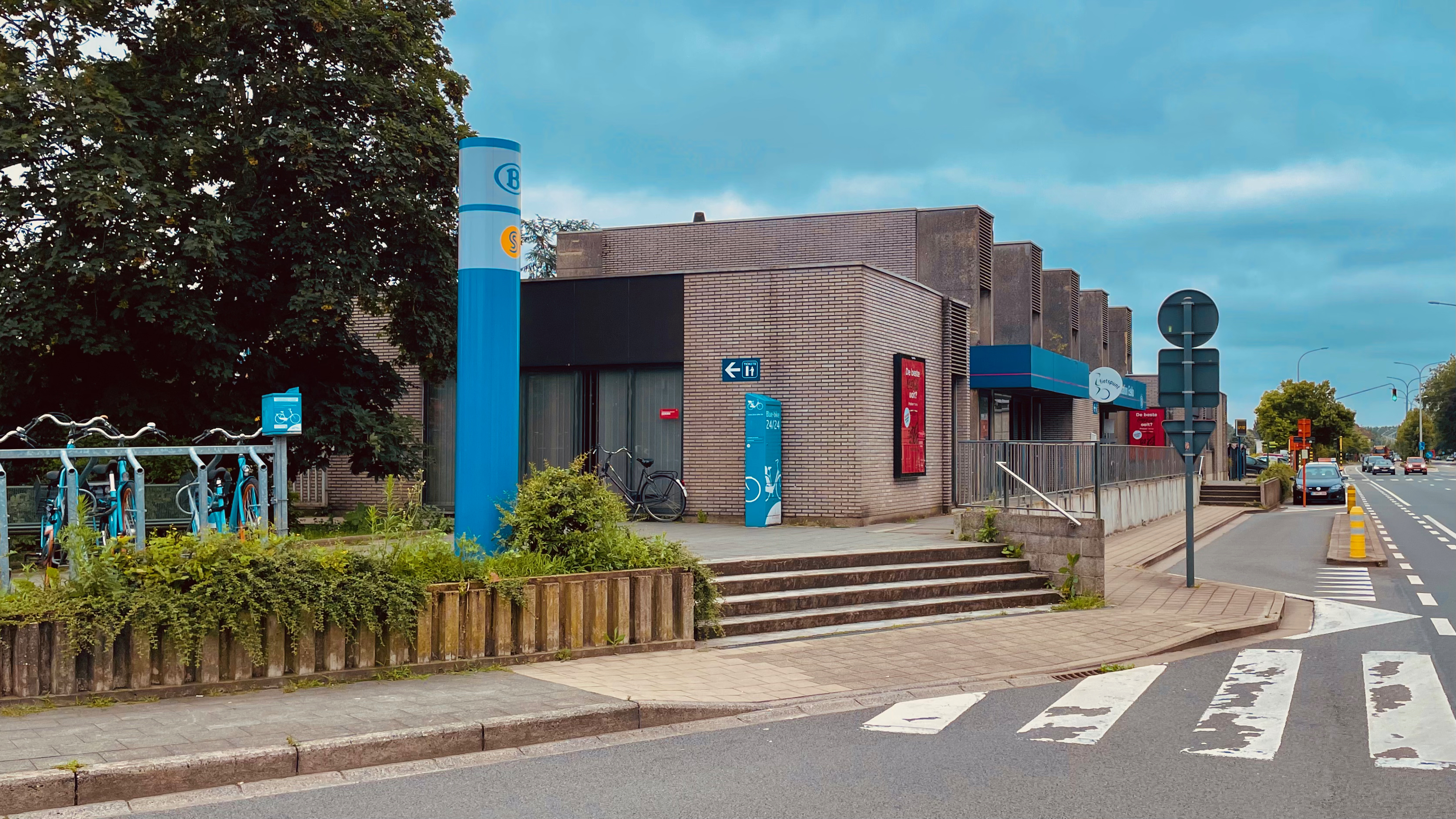
Stationsgebouw (2021)
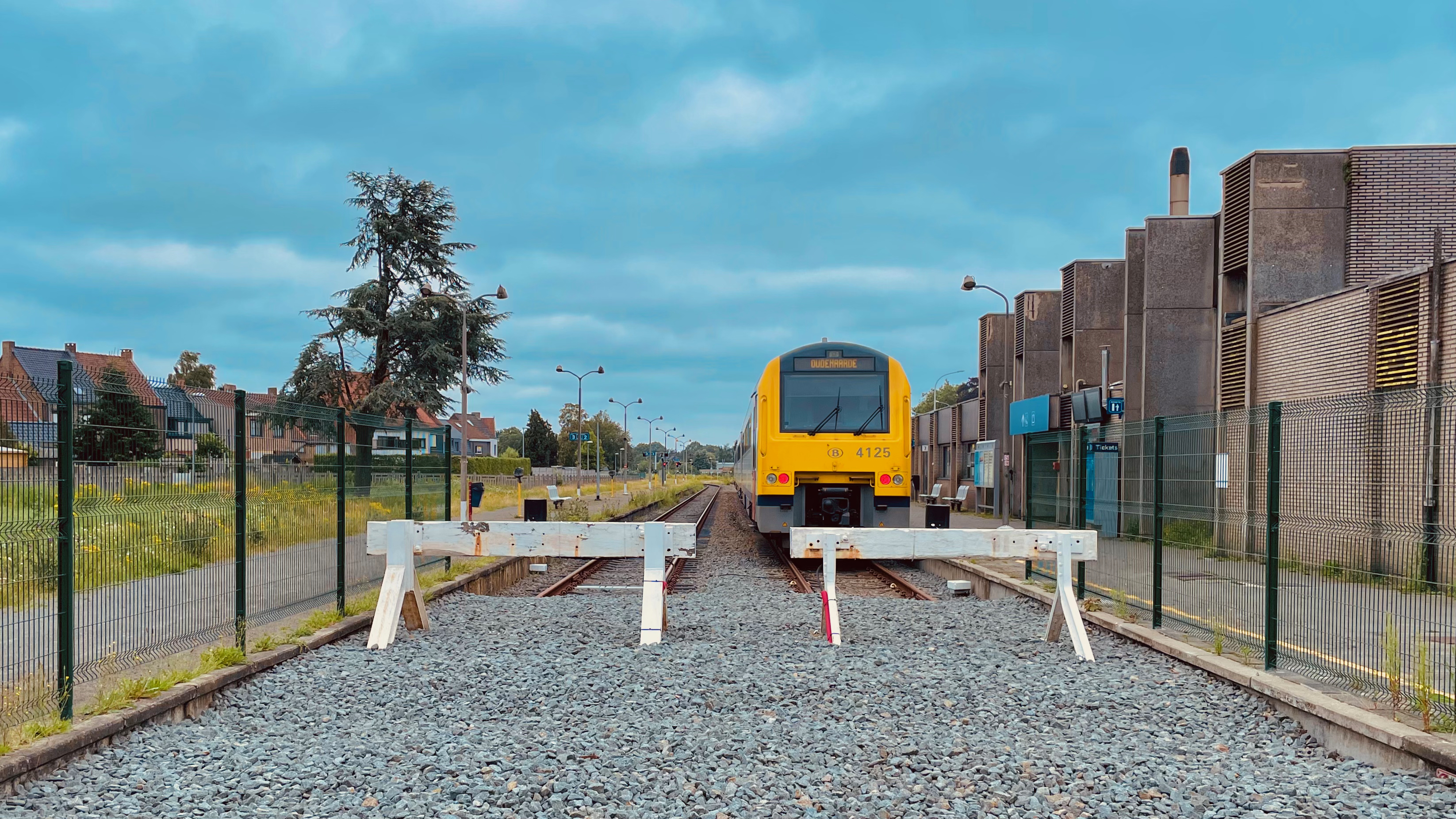
Kopsporen (2021)

## Treindienst
| Serie       | Treinsoort          | Route                                          | Bijzonderheden                                    |
| ----------- | ------------------- | ---------------------------------------------- | ------------------------------------------------- |
| S 51        | S-trein Gent (NMBS) | Eeklo – Gent-Sint-Pieters – Oudenaarde – Ronse | Rijdt op zondag 1×/2u.                            |
| P 7084/8084 | Piekuurtrein (NMBS) | Eeklo – Gent-Sint-Pieters                      | Rijdt alleen op werkdagen, niet tijdens vakanties |
| P 7085/8085 | Piekuurtrein (NMBS) | Eeklo – Gent-Sint-Pieters                      | Rijdt alleen op werkdagen, niet tijdens vakanties |
| EXT         | Museumtrein (SME)   | Maldegem – Balgerhoeke – Eeklo                 | Rijdt alleen tijdens speciale gelegenheden        |

## Reizigerstellingen
De grafiek en tabel geven het gemiddeld aantal instappende reizigers weer op een week-, zater- en zondag.
| Tabel: aantal instappende reizigers station Eeklo | Tabel: aantal instappende reizigers station Eeklo | Tabel: aantal instappende reizigers station Eeklo | Tabel: aantal instappende reizigers station Eeklo |
|                                                   | Weekdag                                           | Zaterdag                                          | Zondag                                            |
| ------------------------------------------------- | ------------------------------------------------- | ------------------------------------------------- | ------------------------------------------------- |
| 1977                                              | 604                                               | -                                                 | -                                                 |
| 1978                                              | 597                                               | -                                                 | -                                                 |
| 1979                                              | 642                                               | -                                                 | -                                                 |
| 1980                                              | 652                                               | -                                                 | -                                                 |
| 1981                                              | 810                                               | 107                                               | 143                                               |
| 1982                                              | 906                                               | 127                                               | 165                                               |
| 1983                                              | 756                                               | 140                                               | 180                                               |
| 1984                                              | 764                                               | 205                                               | 232                                               |
| 1985                                              | 834                                               | 224                                               | 280                                               |
| 1986                                              | 847                                               | 221                                               | 256                                               |
| 1987                                              | 825                                               | 234                                               | 258                                               |
| 1988                                              | 766                                               | 234                                               | 234                                               |
| 1989                                              | 793                                               | 299                                               | 410                                               |
| 1990                                              | 771                                               | 234                                               | 337                                               |
| 1991                                              | 825                                               | 240                                               | 337                                               |
| 1992                                              | 659                                               | 270                                               | 326                                               |
| 1993                                              | 654                                               | 276                                               | 343                                               |
| 1994                                              | 723                                               | 194                                               | 195                                               |
| 1995                                              | 690                                               | 170                                               | 135                                               |
| 1996                                              | 823                                               | 186                                               | 209                                               |
| 1997                                              | 732                                               | 191                                               | 196                                               |
| 1998                                              | 1 006                                             | 240                                               | 216                                               |
| 1999                                              | 663                                               | 140                                               | 198                                               |
| 2000                                              | 844                                               | 192                                               | 196                                               |
| 2001                                              | 757                                               | 142                                               | 137                                               |
| 2002                                              | 685                                               | 118                                               | 174                                               |
| 2003                                              | 723                                               | 180                                               | 144                                               |
| 2004                                              | 712                                               | 176                                               | 128                                               |
| 2005                                              | 778                                               | 174                                               | 178                                               |
| 2006                                              | 776                                               | 206                                               | 240                                               |
| 2007                                              | 753                                               | 78                                                | 80                                                |
| 2008                                              | -                                                 | -                                                 | -                                                 |
| 2009                                              | 831                                               | 199                                               | 205                                               |
| 2010                                              | -                                                 | -                                                 | -                                                 |
| 2011                                              | -                                                 | -                                                 | -                                                 |
| 2012                                              | 870                                               | 238                                               | 263                                               |
| 2013                                              | 814                                               | 175                                               | 200                                               |
| 2014                                              | 944                                               | 208                                               | 249                                               |
| 2015                                              | 834                                               | 140                                               | 116                                               |
| 2016                                              | 932                                               | 205                                               | 225                                               |
| 2017                                              | 998                                               | 183                                               | 194                                               |
| 2018                                              | 892                                               | 307                                               | 259                                               |
| 2019                                              | 820                                               | 326                                               | 211                                               |
| 2020                                              | 643                                               | 291                                               | 185                                               |
| 2021                                              | -                                                 | -                                                 | -                                                 |
| 2022                                              | 1 158                                             | 346                                               | 235                                               |
| 2023                                              | 881                                               | 378                                               | 398                                               |
| 2024                                              | 922                                               | 370                                               | 285                                               |

0,0: Zelzate ·
4,4: Assenede ·
8,8: Boekhoute ·
11,5: Bassevelde ·
15,4: Kaprijke ·
18,2: Lembeke ·
22,3: Eeklo
0,0: Gent-Sint-Pieters ·
1,3: Gentbrugge-Zuid ·
2,0: Gentbrugge ·
3,1: Gent-Heirnis ·
4,0: Gent-Dampoort ·
6,1: Gent-Muide ·
8,4: Wondelgem ·
9,1: Molenheide ·
10,9: Evergem ·
14,0: Sleidinge ·
16,0: Eeksken ·
17,8: Arisdonk ·
18,8: Waarschoot ·
22,7: Eeklo ·
23,9: Boelare ·
27,8: Balgerhoeke ·
29,9: Adegem ·
32,7: Maldegem ·
37,1: Donk ·
41,6: Sijsele ·
45,7: Assebroek ·
48,3: Steenbrugge ·
51,4: Brugge